# さよなら絶望放送
『さよなら絶望放送』（さよならぜつぼうほうそう）は、アニメイトTVにて2007年（平成19年）8月28日から2011年（平成23年）8月31日まで配信されていた『さよなら絶望先生』と連動したインターネットラジオ番組。携帯サイト『声優アニメイト+hm3』及び『アニメイト ON AIR!』では携帯版が配信されていた。

## 概要
アニメ『さよなら絶望先生』のWebラジオとして関連グッズの宣伝もしていたにも関わらず、第一期アニメ公式サイトではリンクは張られなかった。本放送におけるラジオネームは第1回放送時の投稿により「絶望ネーム」と称されている。また、番組共通の挨拶は「さようなら」 である。
2008年（平成20年）7月29日配信の第48回までは火曜日更新で、2008年（平成20年）8月6日配信の第49回からは水曜日配信に変更された。この曜日変更の理由に関してパーソナリティーは「リスナーが更新されるまでF5を連打したことでサーバーがたびたびダウンし他の火曜日更新の番組に迷惑をかけたため」と語っている。
なお、第75回は、井上喜久子が2009年（平成21年）2月10日に「17歳と10000日」を迎えることを祝うため、当日である火曜日に配信された。「17歳と10000日」を祝うことは第41回の井上のゲスト回で約束されていた。

## パーソナリティ
- 神谷浩史（糸色望 役）
- 新谷良子（日塔奈美 役）

## 放送内容
オープニングはキャラクターによるショートドラマから始まり、その後フリートーク、ミニ番組が数本入り、エンディングとなる。OP・EDの終わりにはそれぞれ「今週の標語」「お別れの一言」として、リスナーから寄せられた一言を読み上げている。その後に「さよなら絶望放送、このラジオはフィクションであり、登場する人物、団体、組織名、○○は架空のものです」と流れる。そのエンディング後にはじまるコーナーもある。スタッフが発言した際にはヤギ等動物の鳴き声のSEが入る。
『さよなら絶望先生』に関係無い声優や作家に関する投稿も来ることがあり、漫画家の羽海野チカや氷川へきる、蒼樹うめ、Keyの原画家樋上いたる、歌手のangelaなどはこの番組のリスナーらしい。
各番組と番組の間には「SZBH（Sayonara ZetsuBou Housou ）、SZBH、こちらはさよなら絶望放送です。」という架空のステーションコールやCMが挿入されることもある。
第31回からは、新谷良子への誕生日プレゼントだった黄色い人型のぬいぐるみ「さのすけ」がスタジオに置かれている。新谷が好きな相楽左之助をモチーフに番組スタッフらが製作したもので、腹部にマジックペンで「さのすけ」と書かれており、番組内では神谷が声をあてている。本放送のマスコット的存在であり、『さよなら絶望先生』の原作漫画 やアニメ、その他漫画・アニメ作品でネタにされることがある（リスナーからの報告を受けつけるミニ番組がある）。立ち位置は「良子の旦那」だが新谷自身は否定している。また、ゲストに来た後藤沙緒里は、『連れて帰りたい』と言ったり、公開イベントでは抱いて登場したりと、さのすけを非常に気に入っている。なお、番組終了後は新谷が引き取っている。

### ミニ番組
放送局という体裁をとっているため、コーナーを番組（ハコ番組）として扱っている。稀に特番が組まれることもある。
ふつおた
普通にお便りを紹介する定番の番組。タイトルが変わる。通常放送における各タイトルは下記表を、DJCD内でのタイトルはDJCDの項を参照。
絶望した！ ○○に絶望した！
糸色望がモチーフの番組。神谷浩史が糸色望の決め台詞風に、投稿を無駄に素敵に読み上げる。男性ゲストがいる場合はほとんどをゲストが読み上げている。
ポジティブですよね〜！
風浦可符香がモチーフの番組。リスナーの悩み事を「でも○○すれば、ポジティブになる」と神谷と新谷が強引に考えをひねり出す。回を重ねるに従って、リスナーが投稿した時点でポジティブな内容で自己完結してしまっていることがあり、その際は「ポジティブですね〜！」となる。また、リスナーからの悩みが段々とポジティブに考えにくいハードなものへとなっていっており、第179回で、いつの間にかジャンケンをして勝った方がメールを読み、負けた方がそれに対しポジティブな考えを答え、辻褄が合えばスタッフがOKの合図を出すというコーナーになってしまったと語っている。（いつからそうなったのかは不明）
きつちりしなさい！
木津千里がモチーフの番組。リスナーの「きっちりしなさい！」と思うような出来事、こだわってしまうところを読み上げる。また、きっちりできない悩み事などを読み上げ、神谷と新谷が代わりに叱ってくれる。
普通って言うなあ！
日塔奈美がモチーフの番組。リスナーのこれは普通だ、と思うような行動や出来事などのを新谷良子が読み上げ、最後に「普通って言うなあ！」と叫ぶ。
女性ゲストがいる場合はほとんどをゲストが読み上げている。
藤吉ハルミの憂鬱
藤吉晴美がモチーフの番組。オタクや腐女子ゆえの成功談や失敗談。番組（コーナー）は「○○（オタク文化で有名な場所）で会いましょう」というような台詞で締める。たまに男性オタクの話題のみを取り上げる「藤吉ハルミの憂鬱・万世橋渡れ」（モチーフは万世橋わたる）として放送する。
愛が…重い！
常月まといがモチーフの番組。恋人などを愛するがゆえにとったディープラブな行動や、その失敗談などを紹介する。DJCD第2巻では「愛が…重い?」。
訴えるよ！
木村カエレがモチーフの番組。リスナーの訴えたい内容を募集。それを有罪か無罪か判定する。しかし、有罪か無罪かを決めたことはほとんど無い。
こもり上手と呼ばないで
小森霧がモチーフの番組。自室に篭って何かに熱中した、リストラされた、等、「篭り上手」なエピソードを日記風に読み上げる。
自分も罵ってください！
新井智恵がモチーフの番組。「教育的非難訓練番組」と銘打ってパーソナリティーがリスナーをリクエスト通りに罵る。避難訓練ならぬ非難訓練であり、非難されることに耐える訓練のことである。主にエンディング終了後に始まる。
すいません、私のような者が番組を持ってすいません！
加賀愛がモチーフの番組。投稿された謝罪文をパーソナリティが謝るように読み上げる。
久藤くんのちょっといい話
久藤准がモチーフの番組。ちょっと感動するホットなエピソードを紹介する。
○○の××が大好きなの！
小節あびるがモチーフの番組。珍しいフェチの話を募集・紹介する。しかし第155回のメールをきっかけに、童貞や腐女子が「経験したことないけど実現したら萌え死にしそうなシチュエーション」を語る番組に変化した。
大草麻菜実、17才です！
大草麻菜実がモチーフの番組。リスナーの母親や周囲にいるおばさまについてのエピソードを紹介する。
イイ国ジャナイカ、コノ国ハー！
関内・マリア・太郎がモチーフの番組。日本はいい国だ、日本人に生まれてよかった、と思えるエピソードを紹介する。
存在感が臼井君
臼井影郎がモチーフの番組。「存在感の無さ」のエピソード。なお、この番組はエンディング終了後にこっそり始まり、BGMや感想などのコメントはなく、次第に音量がフェードアウトしていく。
○○が残念なの！
木野国也がモチーフの番組。服装が残念な木野のように○○だから残念な人を紹介する番組。投稿メールが少ないため第42回では特番扱い。
がっかり観光『死にるるぶ』
モチーフは「死にるるぶ」。行くとがっかりするがっかり名所を募集・紹介する番組。優秀なものは「がっかり認定」をうける。提供は「がっかり観光社」という架空の会社。
絶望放送文学集
モチーフは『さよなら絶望先生』単行本に掲載されている「絶望文学集」「絶望児童文学集」。有名文学のパロディの文集を神谷と新谷やゲストが朗読する。この番組もエンディング終了後に始まる。
メルメル、メルメルメルメール
音無芽留がモチーフの番組。携帯版のみの番組（コーナー）。久米田作品のような独特な擬音を新しく考える。
一矢、報いてやりましたよ！
糸色景がモチーフの番組。「ポジティブですね〜！」より更に上級者の自己完結型ポジティブさんの一矢報いた体験を紹介する。

#### 特番
SZBH紅白対抗絶望ネーム合戦
特番。2007年最後の配信回の第18回と後悔録音イベント〜谷怨〜で行われた。絶望ネームの内から最も絶望的な名前を選出する。方法は女性リスナーを赤組（キャプテン新谷）、男性リスナーを白組（キャプテン神谷）とし、あらかじめ選出された絶望ネームを男女交互に発表し合い、番組スタッフあるいは観客が1組ごとに勝敗を判断する。
絶望レジー賞授賞式
番組放送20回ごとの突破記念として放送される特番。番組に貢献してくれたリスナーを表彰した。
ぐわんば！
他の番組では採用されない、どうでもいい内容のメールが溜まると放送される。無駄な内容を神谷・新谷とゲストが無駄に大袈裟に読み上げ、スタッフが無駄にエフェクトをかけるが、なぜか無駄に人気がある。コーナーの最後は「皆さん、このコーナー宛にメールを送らないよう、くれぐれもお願いしますん」で締めるのが恒例。
自分がマイノリティーだと気づいた、今！
藤吉晴美がモチーフの番組。本人は普通と思っているけど、明らかに普通じゃないマイノリティーなメールが溜まると放送される。
ミニミニ番組　さのすけを探せ
さのすけが掲載された作品を、リスナーからの報告で紹介する番組。
も、もげー！●●もげー！【特番】
ゲスト、パーソナリティに関するメールをハンドルネームぴろし17歳（神谷）が紹介する番組。第112回で新谷の特別番組として行われて以降、女性ゲストが来るたびに特別番組として放送されている。●●の部分はゲストによって名前が変わる。
良子・不良子・普通の子！
あるシチュエーションに関して良い良子、悪い良子、普通の良子3パターンのセリフとリアクションを考える番組。第132回で特番として放送され第141回からレギュラー番組として度々やるようになった。番組の名前はかつてフジテレビ系で放送していたバラエティ番組の欽ドン!良い子悪い子普通の子から。
音ブログ・絶望反省会
DJCDの最後にボーナストラックとして収録されている、原作単行本の巻末に収録される「紙ブログ」をモチーフにした特番。これまでに放送された各回の絶望的な反省を行う。SZBH-SP1、SP2、血裂撰にも収録されている。酷・宙ではそれまで発売されたDJCDの絶望的な反省を行った。
一・二・四・五・七巻には、音ブログ終了後20秒から1分半の無音状態の後、同一トラックのまま「存在感が臼井君」が収録されている。

### 番外編
絶望的な趣向 を凝らした番外編が数回放送されている。
2007年11月27日放送分
メインパーソナリティ新谷、ゲスト神谷の体裁をとった『ときめきナーミンナイト』が放送された。ラジオネームは「ときめきネーム」、コーナー間のステーションコールは「TMNN、TMNN、こちらはときめきナーミンナイトです。」となった。
2008年2月26日放送分
2クール突破記念として総集編『さよなら絶望放送撰集・如』が放送された。アニメの『さよなら絶望先生・序 〜絶望少女撰集〜』同様に、以前採用された絶望的メールや標語、合間のコメントなども新規録り下ろしで再現しており、各番組も『……撰集』となっている。なお、比較用に、同じ内容を以前放送されたもので再構成したバージョンで聴ける期間限定の隠しリンクが、さよなら絶望放送公式サイトに掲載されていた。
2008年5月27日放送分
3クール突破記念として『Let's リリキュラジオ！』が放送された。アニメ『イヤボン戦士リリキュア』第1話が放送され、そのWebラジオが新たにスタートした（『さよなら絶望放送』は打ち切られた）という設定。パーソナリティーは仮面教師「ゼツボウ」役の神谷と「普通」役の新谷。ステーションコールは「LLLR、LLLR、こちらはLet's リリキュラジオ！です。」ラジオネームは「リリキュアネーム」となった。
2008年9月24日放送分
『時をかけるラジオ』が放送された。8月末にやっている24時間テレビにディレクターが影響されたため、通常は40分程度をかけて5番組程度の放送をしているところをオープニングドラマ含め、24分で15番組 を放送した。また、本放送ではさのすけが講談社からスタジオまでマラソンをしてくるという体裁で、Windows Media Player上で一部背景に画像が表示された。
2008年12月31日配信
フロンティアワークスのサイトで、完全番外編として『没・さよなら絶望放送』が特別配信された。「ふつおた」「普通って言うな！」「絶望した！ ○○に絶望した！」「ポジティブですよね〜！」「訴えるよ！」で採用されなかった没メールを紹介した。「訴えるよ！」の分量が他の割合より多く、また、1人のリスナーのものに集中していた。最後に「絶望レジーオブレジー賞授賞式」を放送した。
2009年4月15日放送分
『ザ・神谷浩史ショー』が放送された。原作者の久米田康治が原作第16集で「もう絶望放送じゃなくて『ザ・神谷浩史ショー（TKHS）』でいいじゃないか」「TKHSになったらゲストに行くことを来世で考える」と書いたことにリスナーと神谷浩史が乗ったことで放送が決定した。コーナー間のステーションコールは「TKHS、TKHS、こちらはザ・神谷浩史ショーです。」である。ミニ番組は「DJ HiroCのZ WEB」「さらばさのすけ放送」「ザ・マジックミラーマンショー」「いけない！ヒロシ先生！」となっている。
2010年8月4日放送分
『おたっしゃ絶望放送』が放送された。150回記念番外編ということで、なぜか現在から60年後の未来にタイムスリップし、神谷・新谷およびスタッフも老人となっても続けて、第3150回を迎えたという体裁で行われた。エフェクトやノイズで音声の劣化を表現したり、HP上のトップ画像もセピア色にして昔の写真風にしたりした。
2011年6月15日放送分
『下・さよなら絶望放送』が放送された。この回は配信時期にパーソナリティが出演している「よんでますよ、アザゼルさん。」・「変ゼミ」のWebラジオが下ネタ全開ラジオなので、絶望放送もそれに乗っかってみようという企画の放送である。

### ゲスト
- 第04回：神谷浩史（糸色命 役）
- 第05回・第06回：谷井あすか（小森霧 役）
- 第11回・第12回：小林ゆう（木村カエレ 役）
- 番外編：神谷浩史（糸色望 役）
- 第15回・第16回：水島大宙（久藤准、一見さま 役）
- 第19回・第20回：後藤邑子（小節あびる 役）
- 第27回・第28回：後藤沙緒里（加賀愛 役）
- 第31回・第32回：神谷浩史（久米田康治、さのすけ 役）
- 第33回・第34回：上田燿司（臼井影郎、甚六先生、時田、万世橋わたる 役）
- 第37回・第38回：寺島拓篤（木野国也、リー仲直役）
- 第41回・第42回：井上喜久子（大草麻菜実 役）
- 第43回・第44回：杉田智和（一旧 役）
- 第49回・第50回：水島大宙[16]（久藤准、一見さま 役）
- 第53回・第54回：真田アサミ（常月まとい 役）
- 第59回・第60回：後藤沙緒里（加賀愛 役）
- 第65回・第66回：野中藍（風浦可符香(P.N.) 役）
- 第67回：MAEDAX G（前田君 役）
- 第69回・第70回：松来未祐（藤吉晴美 役）
- 第75回・第76回：井上喜久子（井上喜久子[17]、大草麻菜実 役）
- 第79回・第80回：寺島拓篤（木野国也、リー仲直役）
- 第88回・第89回：杉田智和（一旧 役）
- 第100回・第101回：小林ゆう（木村カエレ 役）
- 第106回・第107回：真田アサミ（常月まとい 役）
- 第114回・第115回：井上麻里奈（木津千里 役）
- 第117回：斎藤千和（前巻までのあらすじ、音無芽留 役）
- 第121回・第122回：野中藍（風浦可符香(P.N.) 役）
- 第135回・第136回：後藤沙緒里（加賀愛 役）
- 第137回・第138回：松来未祐（藤吉晴美 役）
- 第139回・第140回：野中藍（風浦可符香(P.N.) 役）(アシスタント、新谷良子の代理)
- 第151回・第152回：水島大宙（久藤准、きよ彦 役）
- 第163回・第164回：真田アサミ（常月まとい 役）
- 第171回・第172回：上田燿司（臼井影郎、甚六先生、時田、万世橋わたる 役）
- 第184回：野中藍（風浦可符香(P.N.) 役）(神谷浩史の代理)
- 第197回：王様(水島大宙の代理)
- 第198回：水島大宙（久藤准、きよ彦他 役）

### 主題歌
はっぴぃ☆なんちゃら
歌：糸色望、日塔奈美（ナーミン）
第35回放送から付くことになった主題歌。
ベストアルバム『絶望大殺界』に収録されている。
「さよなら絶望放送」の主題歌ではあるが、歌詞の内容は「ときめきナーミンナイト」を歌ったものである。

## サブタイトル
| 放送回  | 配信日     | サブタイトル                                                    | ふつおた                                                         |
| ------- | ---------- | --------------------------------------------------------------- | ---------------------------------------------------------------- |
| 第01回  | 2007/08/28 | 『さよなら絶望放送』                                            | ふつおた                                                         |
| 第02回  | 2007/09/04 | 『聞く前に飛べ！』                                              | ふつおた                                                         |
| 第03回  | 2007/09/11 | 『大山椒魚戦争』                                                | 絶望の谷谷                                                       |
| 第04回  | 2007/09/18 | 『世界の中心として、軸がぶれている』                            | 絶望の谷谷                                                       |
| 第05回  | 2007/09/25 | 『踊る赤ちゃん人形の家』                                        | 絶望の谷谷谷                                                     |
| 第06回  | 2007/10/02 | 『ずっとお部屋で暮らしてる』                                    | 絶望の谷谷谷                                                     |
| 第07回  | 2007/10/09 | 『まちがいの悲劇』                                              | 絶望の谷谷DX                                                     |
| 第08回  | 2007/10/16 | 『先生の忘れた公式』                                            | 絶望の谷谷DX                                                     |
| 第09回  | 2007/10/23 | 『浴槽で発見された二期』                                        | ターンA・絶望の谷谷                                              |
| 第10回  | 2007/10/30 | 『ジエン・エア』                                                | ターンA・絶望の谷谷                                              |
| 第11回  | 2007/11/06 | 『アンナ・カエレニナ』                                          | 絶望の谷谷4U                                                     |
| 第12回  | 2007/11/13 | 『U嬢の物語』                                                   | 絶望の谷谷4U                                                     |
| 第13回  | 2007/11/20 | 『聖なる混入』                                                  | ラジオ谷メロミックス                                             |
| 番外編  | 2007/11/27 | 『ときめきナーミンナイト』                                      | ラジオ谷メロミックス                                             |
| 第15回  | 2007/12/04 | 『レーモン・クドーの文体練習』                                  | 絶望のステルヴィア                                               |
| 第16回  | 2007/12/11 | 『この醜くも素晴らしい新世界』                                  | 絶望のステルヴィア                                               |
| 第17回  | 2007/12/18 | 『重力の二次』                                                  | （なし）                                                         |
| 第18回  | 2007/12/25 | 『ほとんど記憶にない男』                                        | （なし）                                                         |
| 第19回  | 2008/01/08 | 『ウインターズ・テール』                                        | GO TO 絶望の谷谷                                                 |
| 第20回  | 2008/01/15 | 『アッシャー家の包帯』                                          | GO TO 絶望の谷谷                                                 |
| 第21回  | 2008/01/22 | 『暗黙のメルヘン』                                              | 俗・絶望の谷谷                                                   |
| 第22回  | 2008/01/29 | 『特典世界』                                                    | 俗・絶望の谷谷                                                   |
| 第23回  | 2008/02/05 | 『バブリング・ソーセージ』                                      | 絶望の谷谷・ティガ                                               |
| 第24回  | 2008/02/12 | 『容疑者MIXの献身』                                             | 絶望の谷谷・ティガ                                               |
| 第25回  | 2008/02/19 | 『請いの罪』                                                    | 絶望の谷谷Bista                                                  |
| 番外編  | 2008/02/26 | 『さよなら絶望放送撰集・如』                                    | 絶望の谷谷撰集                                                   |
| 第27回  | 2008/03/04 | 『加害しに、と彼女は言う』                                      | はばたに！スタニガールズラジオ                                   |
| 第28回  | 2008/03/11 | 『ゴトーを待ちながら』                                          | はばたに！スタニガールズラジオ                                   |
| 第29回  | 2008/03/18 | 『路線銅貨』                                                    | 新谷良子のいたずら谷うさぎ                                       |
| 第30回  | 2008/03/25 | 『チラリストのパラソル』                                        | 新谷良子のいたずら谷うさぎ                                       |
| 第31回  | 2008/04/01 | 『四谷対談』                                                    | 神谷浩史の深夜の谷力                                             |
| 第32回  | 2008/04/08 | 『フィルタリング・スカイ』                                      | 神谷浩史の深夜の谷力                                             |
| 第33回  | 2008/04/15 | 『存在の耐えられない薄さ』                                      | 谷リスク・加賀忍放送                                             |
| 第34回  | 2008/04/22 | 『日陰あるうちに日陰のなかを歩め』                              | 谷リスク・加賀忍放送                                             |
| 第35回  | 2008/04/30 | 『歌は土曜に青ざめる』                                          | 絶望の谷谷R2                                                     |
| 第36回  | 2008/05/07 | 『抜きは無慈悲な夜の女王』                                      | 絶望の谷谷R2                                                     |
| 第37回  | 2008/05/13 | 『私服の似合うエレクトラ』                                      | 絶望の谷谷・テラ                                                 |
| 第38回  | 2008/05/20 | 『木野の旅』                                                    | 絶望の谷谷・テラ                                                 |
| 番外編  | 2008/05/27 | 『Let's リリキュラジオ！』                                      | いやぼーん・ファンクラブ                                         |
| 第40回  | 2008/06/03 | 『脇見したもうことなかれ』                                      | （なし）                                                         |
| 第41回  | 2008/06/10 | 『妻、そこにある危機』                                          | 望と奈美のおまえにタニンボー！                                   |
| 第42回  | 2008/06/17 | 『マダムとイヴの日記』                                          | 望と奈美のおまえにタニンボー！                                   |
| 第43回  | 2008/06/24 | 『スミヤキスト旧の冒険』                                        | たにすぎWAVE                                                     |
| 第44回  | 2008/07/01 | 『ホテル・キューハンプシャー』                                  | たにすぎWAVE                                                     |
| 第45回  | 2008/07/08 | 『ドゥエル長寿の首』                                            | 谷口×谷口                                                        |
| 第46回  | 2008/07/15 | 『カモメに飛ぶことを教えたエコ』                                | 谷口×谷口                                                        |
| 第47回  | 2008/07/22 | 『援助と厨子王』                                                | さよなら絶望の谷谷                                               |
| 第48回  | 2008/07/29 | 『さようなら、いままでラジオをありがとう』                      | さよなら絶望の谷谷                                               |
| 第49回  | 2008/08/06 | 『水曜日、先生は寝坊した』                                      | たにちゅう！                                                     |
| 第50回  | 2008/08/13 | 『モブ用の男』                                                  | たにちゅう！                                                     |
| 第51回  | 2008/08/20 | 『天の光はすべて保志』                                          | 新谷良子の天使のたにご                                           |
| 第52回  | 2008/08/27 | 『聖者の更新』                                                  | 新谷良子の天使のたにご                                           |
| 第53回  | 2008/09/03 | 『ストーカーハウス5』                                           | くれたにラジオ『おとなの時間』                                   |
| 第54回  | 2008/09/10 | 『春にして君を離れ ぬ』                                         | くれたにラジオ『おとなの時間』                                   |
| 第55回  | 2008/09/17 | 『あと出しに戻る』                                              | おしゃべりやってまーす谷曜日                                     |
| 番外編  | 2008/09/24 | 『時をかけるラジオ』                                            | （なし）                                                         |
| 第57回  | 2008/10/01 | 『鳥のネタ 今は絶え』                                           | Despair Girl 〜Stories〜                                         |
| 第58回  | 2008/10/08 | 『英国シンジ、エデンへ行く』                                    | （なし）                                                         |
| 第59回  | 2008/10/15 | 『加賀忍法帖』                                                  | 後藤沙緒里のいろたにほへと                                       |
| 第60回  | 2008/10/22 | 『あの手この手の謝罪』                                          | 後藤沙緒里のいろたにほへと                                       |
| 第61回  | 2008/10/29 | 『シュルレアリスム宣伝』                                        | 獄・絶望の谷谷 上                                                |
| 第62回  | 2008/11/05 | 『隣の家の彼女』                                                | 獄・絶望の谷谷 上                                                |
| 第63回  | 2008/11/12 | 『E.フッテンマイヤーの回想』                                    | ソレスタニステーション ダブルタニ                                |
| 第64回  | 2008/11/19 | 『死語の恋』                                                    | ソレスタニステーション ダブルタニ                                |
| 第65回  | 2008/11/26 | 『芋と十字架』                                                  | カミやさん☆アイぽんのタニまほラジお！                            |
| 第66回  | 2008/12/03 | 『一万一千のプチ』                                              | カミやさん☆アイぽんのタニまほラジお！                            |
| 第67回  | 2008/12/10 | 『世界年末戦争』                                                | 絶望の谷谷G                                                      |
| 第68回  | 2008/12/17 | 『情報指揮官ヘミングウェイ』                                    | 絶望の谷谷G                                                      |
| 第69回  | 2008/12/24 | 『八百一万の死にざま』                                          | 東京タニメセンターRADIO                                          |
| 第70回  | 2009/01/07 | 『ボヴァリー貴腐人』                                            | 東京タニメセンターRADIO                                          |
| 第71回  | 2009/01/14 | 『飢餓提供』                                                    | 谷休みだよ！タニマンガ日和                                       |
| 第72回  | 2009/01/21 | 『ビジテリアン英才』                                            | 谷休みだよ！タニマンガ日和                                       |
| 第73回  | 2009/01/28 | 『楽園のネズミ』                                                | （なし）                                                         |
| 第74回  | 2009/02/04 | 『余地窪物語』                                                  | 新谷良子のあの谷で逢いましょうF                                  |
| 第75回  | 2009/02/10 | 『17歳と10000日生きた猫』                                       | 奈美と麻菜実と望のおまえにハイパータニンボー！                   |
| 第76回  | 2009/02/18 | 『巴里に雪だるまのふるごとく』                                  | （なし）                                                         |
| 第77回  | 2009/02/25 | 『郵便配達は二度ベルを押す』                                    | 神谷浩史の超人タニツジャイアント                                 |
| 第78回  | 2009/03/04 | 『罪と×』                                                       | 神谷浩史の超人タニツジャイアント                                 |
| 第79回  | 2009/03/11 | 『砂漠のライバルゲーム』                                        | 週刊ラGオファンタニー〜寺島拓篤の絶望会議                        |
| 第80回  | 2009/03/18 | 『愛と幻想のファショズム』                                      | 週刊ラGオファンタニー〜寺島拓篤の絶望会議                        |
| 第81回  | 2009/03/25 | 『奥歯の細道』                                                  | F&Z 絶望RADIO SHOW〜タニスパ！〜                                 |
| 第82回  | 2009/04/01 | 『エイプリル・ストリートの家』                                  | F&Z 絶望RADIO SHOW〜タニスパ！〜                                 |
| 第83回  | 2009/04/08 | 『仮定年代記』                                                  | （なし）                                                         |
| 番外編  | 2009/04/15 | 『ザ・神谷浩史ショー』                                          | （なし）                                                         |
| 第85回  | 2009/04/22 | 『盤上の席』                                                    | さのすけのなく頃に 谷回し編                                      |
| 第86回  | 2009/04/28 | 『ギデオン警視と負荷たち』                                      | （なし）                                                         |
| 第87回  | 2009/05/13 | 『愛と話題の夜』                                                | 懺・絶望の谷谷                                                   |
| 第88回  | 2009/05/20 | 『競売ナンバー88の叫び』                                        | （なし）                                                         |
| 第89回  | 2009/05/27 | 『夢急転』                                                      | 杉田智和のタニゲラ！デチューン                                   |
| 第90回  | 2009/06/03 | 『新曲崩壊』                                                    | けなされてへこむらじおTT                                         |
| 第91回  | 2009/06/10 | 『砕かれた六月』                                                | けなされてへこむらじおTT                                         |
| 第92回  | 2009/06/17 | 『レイン・ツアーを聴く女たち』                                  | アマタニ タニングスウィート！                                    |
| 第93回  | 2009/06/24 | 『歌おう、宣伝するほどの喜びを！』                              | アマタニ タニングスウィート！                                    |
| 第94回  | 2009/07/01 | 『印象旅行』                                                    | 良子＠たにぱよ                                                   |
| 第95回  | 2009/07/08 | 『方舟らくさ丸』                                                | （なし）                                                         |
| 第96回  | 2009/07/15 | 『負け物語』                                                    | 谷痛TV                                                           |
| 第97回  | 2009/07/22 | 『ポストエロコジストは二度ベルを鳴らす』                        | 谷痛TV                                                           |
| 第98回  | 2009/07/29 | 『九時から誤字までの男』                                        | 浩史＆良子のラジオ廃れかけ                                       |
| 第99回  | 2009/08/05 | 『非情怪談』                                                    | 浩史＆良子のラジオ廃れかけ                                       |
| 第100回 | 2009/08/12 | 『πの悲劇』                                                     | 小林ゆうの(谷)                                                   |
| 第101回 | 2009/08/19 | 『リタ・ヘイワースの陪審』                                      | 小林ゆうの(谷)                                                   |
| 第102回 | 2009/08/26 | 『セミングウェイごっこ』                                        | ラジオ！絶望S団！                                                |
| 第103回 | 2009/09/02 | 『カブリンの市民』                                              | ラジオ！絶望S団！                                                |
| 第104回 | 2009/09/09 | 『名乗りの海』                                                  | ラジオ『谷の境界』                                               |
| 第105回 | 2009/09/16 | 『春期限定いちじタルト事件』                                    | ラジオ『谷の境界』                                               |
| 第106回 | 2009/09/24 | 『未確認尾行女体』                                              | たにあ†ほりっくWebラジオ 谷の妃放送部                            |
| 第107回 | 2009/09/30 | 『地下道のザジ』                                                | たにあ†ほりっくWebラジオ 谷の妃放送部                            |
| 第108回 | 2009/10/07 | 『爆発したスキップ』                                            | 谷物語・あとがたに                                               |
| 第109回 | 2009/10/14 | 『永遠に終わり』                                                | （なし）                                                         |
| 第110回 | 2009/10/21 | 『天使よ不況を見よ』                                            | 浩史のエデン放送局                                               |
| 第111回 | 2009/10/28 | 『アラビアン・ライトメア』                                      | 浩史のエデン放送局                                               |
| 第112回 | 2009/11/04 | 『名探偵シメキリと5つの怪事件』                                 | radio tanirhythm                                                 |
| 第113回 | 2009/11/11 | 『このページを開くものに永遠の呪いあれ』                        | radio tanirhythm                                                 |
| 第114回 | 2009/11/18 | 『千里千里人』                                                  | 神谷後向女学院。                                                 |
| 第115回 | 2009/11/25 | 『ヒステリー・オブ・ラヴ』                                      | 神谷後向女学院。                                                 |
| 第116回 | 2009/12/02 | 『予約シンジケートを撃て』                                      | 週刊うらZおふぁんたにー                                          |
| 第117回 | 2009/12/09 | 『千和一夜物語』                                                | 週刊うらZおふぁんたにー                                          |
| 第118回 | 2009/12/16 | 『親指Tの修行時代』                                             | ☆閉運☆絶望神社☆                                                  |
| 第119回 | 2009/12/24 | 『ステレス・スチール・ラット世界を救う』                        | （なし）                                                         |
| 第120回 | 2010/01/01 | 『2010年普通の旅』                                              | タニッジロワイヤルラジオ                                         |
| 第121回 | 2010/01/13 | 『風浦花伝』                                                    | アスハクライン カミヤジオ！                                      |
| 第122回 | 2010/01/20 | 『藍はさだめ、さだめは死』                                      | アスハクライン カミヤジオ！                                      |
| 第123回 | 2010/01/27 | 『ユニバーサル呼吸協会』                                        | ラジオdeタニマSTAR★                                              |
| 第124回 | 2010/02/03 | 『ワープの世界』                                                | （なし）                                                         |
| 第125回 | 2010/02/10 | 『五輪の下』                                                    | （なし）                                                         |
| 第126回 | 2010/02/17 | 『ドンナ・アンナイ』                                            | （なし）                                                         |
| 第127回 | 2010/02/24 | 『ダメクレス幻想』                                              | （なし）                                                         |
| 第128回 | 2010/03/03 | 『普通少女と呼ばれて』                                          | （なし）                                                         |
| 第129回 | 2010/03/10 | 『代理の顔』                                                    | たにまりらじお×××                                                |
| 第130回 | 2010/03/17 | 『バケツ三倍の空気』                                            | たにまりらじお×××                                                |
| 第131回 | 2010/03/24 | 『エリアンダー・Mの免罪』                                       | （なし）                                                         |
| 第132回 | 2010/03/31 | 『4月1日では遅すぎる』                                          | ピンク色に染まるラジオ・シーズン0                                |
| 第133回 | 2010/04/07 | 『ワールズ・エンドレス 世界の負け』                             | 残・絶望の日比谷（ひびたに）                                     |
| 第134回 | 2010/04/14 | 『ミセス・キャラバン』                                          | （なし）                                                         |
| 第135回 | 2010/04/21 | 『弁明論者ジャックとその主人』                                  | 後藤沙緒里のたにぽわ日記                                         |
| 第136回 | 2010/04/28 | 『完全謝罪売ります』                                            | 後藤沙緒里のたにぽわ日記                                         |
| 第137回 | 2010/05/06 | 『腐死の人』                                                    | 松来未祐と新谷良子のRADIOタニピンないと                          |
| 第138回 | 2010/05/12 | 『要求する準備はできていた』                                    | 松来未祐と新谷良子のRADIOタニピンないと                          |
| 第139回 | 2010/05/19 | 『ピンチとジュディ』                                            | （なし）                                                         |
| 第140回 | 2010/05/26 | 『上海マスキング』                                              | （なし）                                                         |
| 第141回 | 2010/06/02 | 『当番組は問題の多いラジオですから どうかそこはご承知ください』 | 新谷良子のハートフルボッコ・ステーション                         |
| 第142回 | 2010/06/09 | 『白昼の比較』                                                  | 新谷良子のハートフルボッコ・ステーション                         |
| 第143回 | 2010/06/16 | 『紹介で死んだ男』                                              | （なし）                                                         |
| 第144回 | 2010/06/23 | 『前日日塔』                                                    | （なし）                                                         |
| 第145回 | 2010/06/30 | 『ゴールデンボーイ ― 恐怖の機器』                               | たにまる幼稚園2のへ組                                            |
| 第146回 | 2010/07/07 | 『類推のヤマ』                                                  | たにまる幼稚園2のへ組                                            |
| 第147回 | 2010/07/14 | 『買いかぶり姫』                                                | 小石川FM                                                         |
| 第148回 | 2010/07/21 | 『マストマン・スタンディング』                                  | （なし）                                                         |
| 第149回 | 2010/07/28 | 『エンゲルとグレーテル』                                        | （なし）                                                         |
| 番外編  | 2010/08/04 | 『おたっしゃ絶望放送』                                          | 神谷浩史のオールタニノニッポンZ                                  |
| 第151回 | 2010/08/11 | 『前衛都市のトポロジー』                                        | ワーストウェブラジオ ヘタニラ                                    |
| 第152回 | 2010/08/18 | 『カチアートを追炊して』                                        | ワーストウェブラジオ ヘタニラ                                    |
| 第153回 | 2010/08/25 | 『野蛮の証明』                                                  | 神谷浩史のZetsu!Bou Young                                        |
| 第154回 | 2010/09/01 | 『掟の門前』                                                    | （なし）                                                         |
| 第155回 | 2010/09/08 | 『仄暗い水の横から』                                            | 新谷良子の雨空ひかげぼっこ                                       |
| 第156回 | 2010/09/15 | 『慈善中間 または七大元素』                                     | 新谷良子の雨空ひかげぼっこ                                       |
| 第157回 | 2010/09/22 | 『アフターアフターダーク』                                      | アニメ『さよなら絶望先生』が半分くらいわかるラジオ、略して半ラ！ |
| 第158回 | 2010/09/29 | 『退路たたれて笛ふいて』                                        | アニメ『さよなら絶望先生』が半分くらいわかるラジオ、略して半ラ！ |
| 第159回 | 2010/10/06 | 『ヒョーメンガースト』                                          | ラジオ深谷便                                                     |
| 第160回 | 2010/10/13 | 『シボリトリストラム・シャンディ』                              | ラジオ深谷便                                                     |
| 第161回 | 2010/10/20 | 『資力のない世界から帰ってきた』                                | （なし）                                                         |
| 第162回 | 2010/10/27 | 『わが谷間は緑なりき』                                          | （なし）                                                         |
| 第163回 | 2010/11/04 | 『屋根裏の三歩者』                                              | たにおん！〜桜が谷高軽音部〜                                     |
| 第164回 | 2010/11/10 | 『尾行する少年』                                                | たにおん！〜桜が谷高軽音部〜                                     |
| 第165回 | 2010/11/17 | 『タタール人のデバッグ』                                        | 俺の良子が（ラジオでも）こんなに可愛いわけがない                 |
| 第166回 | 2010/11/24 | 『ティモシー・アーチャーの変声』                                | 俺の良子が（ラジオでも）こんなに可愛いわけがない                 |
| 第167回 | 2010/12/01 | 『事後のてんまつ』                                              | 新谷良子のTokyo Booby Night                                      |
| 第168回 | 2010/12/08 | 『セカンド走者の孤独』                                          | 新谷良子のTokyo Booby Night                                      |
| 第169回 | 2010/12/15 | 『エル・コンコルド・パサ ― コンコルドは翔んでゆく』             | 絶望鬼WEBラジオ 人生組通信                                       |
| 第170回 | 2010/12/22 | 『バドティーズ大先生のラグ・コーラス』                          | （なし）                                                         |
| 第171回 | 2010/12/31 | 『大将ブーリバ』                                                | それでもラジオは続いている 番外地                                |
| 第172回 | 2011/01/12 | 『アンガージュマンジ』                                          | それでもラジオは続いている 番外地                                |
| 第173回 | 2011/01/19 | 『成長類、南へ』                                                | （なし）                                                         |
| 第174回 | 2011/01/26 | 『流れよわが涙、と警官は言ったもん』                            | （なし）                                                         |
| 第175回 | 2011/02/02 | 『フェッセンデンの普通』                                        | ふつおた！                                                       |
| 第176回 | 2011/02/09 | 『Jクをさがして』                                               | ダンガイラジオ〜希望の新谷と絶望の神谷                           |
| 第177回 | 2011/02/16 | 『春季の祭典』                                                  | 新谷良子のRadio・Ta・Ni・Mode                                    |
| 第178回 | 2011/02/23 | 『セルフ警視と宇宙の謎』                                        | 新谷良子のRadio・Ta・Ni・Mode                                    |
| 第179回 | 2011/03/02 | 『はしごからの眺め』                                            | 新谷さん家のごっ谷                                               |
| 第180回 | 2011/03/09 | 『壁に書かれた余言』                                            | （なし）                                                         |
| 第181回 | 2011/03/16 | 『桜の森の限界の下』                                            | 神谷浩史のウィークミドル･シャッフル                              |
| 第182回 | 2011/03/25 | 『猫のネタに釘を打て』                                          | 神谷浩史のウィークミドル･シャッフル                              |
| 第183回 | 2011/04/01 | 『この日塔を見よ』                                              | 新谷良子のfuchu→lip☆RADIO                                        |
| 第184回 | 2011/04/13 | 『真･さよなら絶望放送』                                         | 新谷良子 野中藍 酒と谷の日々                                     |
| 第185回 | 2011/04/22 | 『過積の荒野』                                                  | 座・絶望の谷谷                                                   |
| 第186回 | 2011/04/28 | 『買い殻の上のヴィーナス』                                      | 座・絶望の谷谷                                                   |
| 第187回 | 2011/05/11 | 『ツーブル昆虫記』                                              | きいてますよ、タニタニさん。                                     |
| 第188回 | 2011/05/18 | 『ローズマリーアントワネットの赤ちゃん』                        | きいてますよ、タニタニさん。                                     |
| 第189回 | 2011/05/25 | 『ステルスフォードの妻たち』                                    | 電波リスナーと絶望ラジオ                                         |
| 第190回 | 2011/06/01 | 『妻という名の魔女子たち』                                      | 電波リスナーと絶望ラジオ                                         |
| 第191回 | 2011/06/08 | 『五十歩万歩の男』                                              | 谷ラボ                                                           |
| 番外編  | 2011/06/15 | 『下・さよなら絶望放送』                                        | 谷ラボ                                                           |
| 第193回 | 2011/06/22 | 『華麗なる同属』                                                | アトラス・タニマクス                                             |
| 第194回 | 2011/06/29 | 『ジャブ・ストレート・パイン』                                  | （なし）                                                         |
| 第195回 | 2011/07/06 | 『あなたと合成します』                                          | 新谷良子の聞いたら☆そん♪Song！                                   |
| 第196回 | 2011/07/13 | 『アリスのカクテルパーティー』                                  | （なし）                                                         |
| 第197回 | 2011/07/20 | 『全裸のランチ』                                                | ZZZ(ずっと 全裸 前線)RADIO                                       |
| 第198回 | 2011/07/27 | 『デブの国とハゲの国』                                          | ZZZ(ずっと 全裸 前線)RADIO                                       |
| 第199回 | 2011/08/03 | 『終わりある道の標べに』                                        | ぜつぼっとカウントダウン                                         |
| 第200回 | 2011/08/10 | 『南怪奇線』                                                    | （なし）                                                         |
| 第201回 | 2011/08/17 | 『幻想と解禁』                                                  | かってに絶望ラジオしてもいいぜ                                   |
| 第202回 | 2011/08/24 | 『最後から二番目の事実』                                        | （なし）                                                         |
| 第203回 | 2011/08/31 | 『さようなら絶望放送』                                          | さよなら絶望の谷谷                                               |
| 第204回 | 2024/01/07 | 『ジョニーは炎上に行った』                                      | 講談社公認 神谷浩史・新谷良子の仮面谷レンジャー                  |
| 第205回 | 2024/01/07 | 『ウザイの騎士』                                                | 講談社公認 神谷浩史・新谷良子の仮面谷レンジャー                  |

## DJCD
完全新規録りおろしのCDと、本放送の総集編CDがそれぞれ発売されている。初回特典としてボーナストラックと絶望ステッカーが入っており、ジャケットには絶望放送ネタ満載のイラストと本放送で使われた用語の解説が掲載されている。
| 巻数          | 発売日                               | 番号         | サブタイトル                              | ゲスト                                                    | ふつおた                                                  |
| ------------- | ------------------------------------ | ------------ | ----------------------------------------- | --------------------------------------------------------- | --------------------------------------------------------- |
| 第一巻        | 2008年1月23日                        | KICA-895     | 『海辺のポロロッカ』                      | 野中藍                                                    | ラリルれ絶望の谷谷！                                      |
| 第二巻        | 2008年3月12日                        | KICA-896     | 『うしろすがたに こがれてゆくか』         | 真田アサミ                                                | 真・絶望の谷谷！                                          |
| 第二巻        | 2008年3月12日                        | KICA-896     | 『レ・コミケコミケ』                      | 松来未祐                                                  | 有限会社タニーベル！                                      |
| 第三巻 特別版 | 2008年6月4日                         | KICA-9914〜5 | なし （賊・さよなら絶望放送〜SZBH海賊盤） | 小林ゆう 大槻ケンヂ NARASAKI                              | 賊・絶望の谷谷 （うほほん学校）                           |
| 第四巻        | 2008年8月6日                         | KICA-913     | 『メールシュトレエムに呑まれて』          | 斎藤千和                                                  | 糸色望の世界一受けたくない授業！ 略してたにらじだっしゅ！ |
| 第四巻        | 2008年8月6日                         | KICA-913     | 『空中スコップ』                          | 井上麻里奈                                                | みたにけのみなきけ                                        |
| SZBH-SP1      | 2008年10月8日                        | KICA-934/5   | SZBH－SP1〜葬集編〜                       | -                                                         | -                                                         |
| SZBH-SP2      | 2008年12月25日                       | KICA-936/7   | SZBH－SP2〜災放送〜                       | -                                                         | -                                                         |
| 完全新録      | 2009年1月28日 （2008/12/28先行発売） | SZBH-C01     | 酷・さよなら絶望放送 宙                   | MAEDAX G                                                  | 朝の番組・よいこの谷谷                                    |
| 第五巻        | 2009年2月25日                        | KICA-965     | 『のけものたちは故郷をめざす』            | 上田燿司                                                  | タニスの王子様オン・ザ・レディオ                          |
| 第五巻        | 2009年2月25日                        | KICA-965     | 『リーフフィッシュにうってつけの日』      | 後藤邑子                                                  | みたにスタニションらじお                                  |
| 第六巻        | 2009年6月10日                        | KICA-977〜8  | 谷怨                                      | 野中藍 水島大宙                                           | 絶望の日比谷（ひびたに）                                  |
| 特別版        | 2009年11月6日                        | KICA-90996/7 | 特別版〜血裂撰〜                          | -                                                         | -                                                         |
| 第七巻        | 2009年12月9日                        | KICA-998     | 『カエアンの制服』                        | 寺島拓篤                                                  | テラGオファンタニー・ラジオサイド                         |
| 第七巻        | 2009年12月9日                        | KICA-998     | 『加害者ベンの誕生』                      | 後藤沙緒里                                                | Despair Voice 81ROOM                                      |
| 特別版        | 2010年7月21日                        | KICA-3125〜6 | 惨開                                      | 真田アサミ 松来未祐 後藤邑子 後藤沙緒里 斎藤千和 小林ゆう | 俗・絶望の日比谷（ひびたに）                              |
| 完全新録      | 2010年9月8日 （2010/8/13先行発売）   | FFCM-0005    | 惨・さよなら絶望放送 番外地               | -                                                         | 絶望の谷谷・番外地                                        |
| SZ-01K        | 2010年9月22日                        | KICA-3130    | 携帯盤                                    | -                                                         | -                                                         |
| 第八巻        | 2010年10月27日                       | KICA-3132    | 『雨の午後の恒例会』                      | 井上喜久子                                                | 井上喜久子のアフタニーンラジオ                            |
| SZ-02K        | 2011年4月9日                         | KICA-3141〜4 | 携帯盤                                    | -                                                         | -                                                         |
| 第九巻        | 2011年4月20日                        | KICA-3145    | 『さらば愛しき人よ』                      | 矢島晶子                                                  | 倫ちゃんの電話相談室                                      |
| DJDVD         | 2011年8月25日                        | KIBA-1849    | 座・さよなら絶望放送                      | 井上喜久子 松来未祐 上田燿司                              | -                                                         |
| SZ-03K        | 2011年10月26日                       | KICA-3161〜4 | 携帯盤                                    | -                                                         | -                                                         |
| 第十巻        | 2011年10月26日                       | KICA-3166    | 『去りにし日々、今ひとたびのラジオ』      | -                                                         | しんたにりょうこの超輝け！舞浜魂！！                      |
| SZ-04K        | 2011年12月21日                       | KICA-3176〜9 | 携帯盤                                    | -                                                         | -                                                         |
| 特別版        | 2012年1月25日 （2011/12/29先行発売） | FFCM-0025    | 糸色望のオールナイトニッポンR             | -                                                         | 谷谷のANNR                                                |

## 携帯版
携帯サイト『声優アニメイト』及び『ポケット★ドラマCD』にて本編より1週間遅れの水曜日 に、音声と静止画を合わせた約5分程度の映像がストリーミング配信されていた。携帯版のみのコーナーや、何らかの理由で本編で採用されなかった投稿を取り上げるなど内容は各回によって異なる。本編では流せなかった内容がワープしてくる場合もあるが、ゲスト回であってもゲストなどは登場しない。2008年1月31日までは最新回のみ電話回線による配信もされており、携帯以外でも聴く事が可能だった。バックナンバーは最新回から8回分まで。

## ラジオイベント
賊・さよなら絶望放送〜SZBH海賊盤（2008年3月18日火曜日）
会場：新宿ロフトプラスワン
開場：18時半 開演：19時半 終演：21時
ゲスト：小林ゆう（木村カエレ 役）
スペシャルゲスト：大槻ケンヂ（アニメOP曲ヴォーカル・作詞）、NARASAKI（アニメOP曲作曲・編曲）
特別ドリンク
パプリッカ・コーラサワー 600円（アルコール/刻み唐辛子入り）
ピンクのカーディガン 500円（ノンアルコール/ピンクグレープフルーツジュース）
後悔録音イベント≪日比谷公園大音楽堂〜谷怨〜≫（2009年3月24日火曜日）
会場：日比谷公園大音楽堂
開場：18時 開演：19時 終演：20時半
ゲスト：野中藍（風浦可符香 (P.N.) 役）、水島大宙（久藤准 役）
公開録音イベント〜惨開〜（2010年3月28日日曜日）
会場：日比谷公会堂
開場：16時半 開演：17時半 終演：19時半
ゲスト：真田アサミ（常月まとい 役）、松来未祐（藤吉晴美 役）、後藤邑子（小節あびる 役）、後藤沙緒里（加賀愛 役）、斎藤千和（前巻までのあらすじ、音無芽留 役）、小林ゆう（木村カエレ 役、シークレットゲスト）
後悔録音イベント【座・さよなら絶望放送】（2011年4月5日火曜日）
会場：メルパルクホール
開場：18時 開演：19時 終演：20時半
ゲスト：井上喜久子（大草麻菜実 役）、松来未祐（藤吉晴美 役）、上田燿司（臼井影郎 役）

## 糸色望のオールナイトニッポンR
2011年（平成23年）10月14日、ニッポン放送の「オールナイトニッポンR」枠において、『糸色望のオールナイトニッポンR』（いとしきのぞむ - あーる）が放送された。
パーソナリティは同じく神谷浩史と新谷良子。放送時間は27:00 - 29:00（一部地域では27:00 - 28:00）。
収録はニッポン放送ではなく、通常放送を収録しているTACスタジオで行われた。
2010年4月16日に放送された『神谷浩史のオールナイトニッポンR』の第二弾が企画された際に、神谷から「絶望放送をやりたい」と希望を述べたところ、ニッポン放送側からOKが出たため、スタジオやスタッフも絶望放送のままで制作された。
本放送は、オールナイトニッポンモバイルにてダウンロード販売され、オフトーク部分も収録されたDJCDが2012年（平成24年）1月25日に発売された。
放送されたコーナー
絶望した! ○○に絶望した!
普通って言うなあ!
谷谷のANNR
こもり上手と呼ばないで
ポジティブですよね〜!
良子・不良子・普通の子！
存在感が臼井君

## 文献情報
鈴木権人「<パロディ>によるサブカルチャー再考試論 : 『さよなら絶望先生』を例に」『常民文化』第34巻、成城大学、2011年3月、47-67頁、CRID 1050845762402395264。
- 「特集『さよなら絶望放送』とは何か？」プロデューサー対談：高橋和也×武晋矢、パーソナリティインタビュー：神谷浩史（「声優ラジオの時間 アンコール」綜合図書2015.1）
- 「特集【俗・】『さよなら絶望放送』とは何か？」対談：佐藤太（ディレクター）×田原弘毅（構成作家）、パーソナリティインタビュー：新谷良子（「声優ラジオの時間 ゴールデン」綜合図書2015.10）